# Order Pogromcy Niedźwiedzia

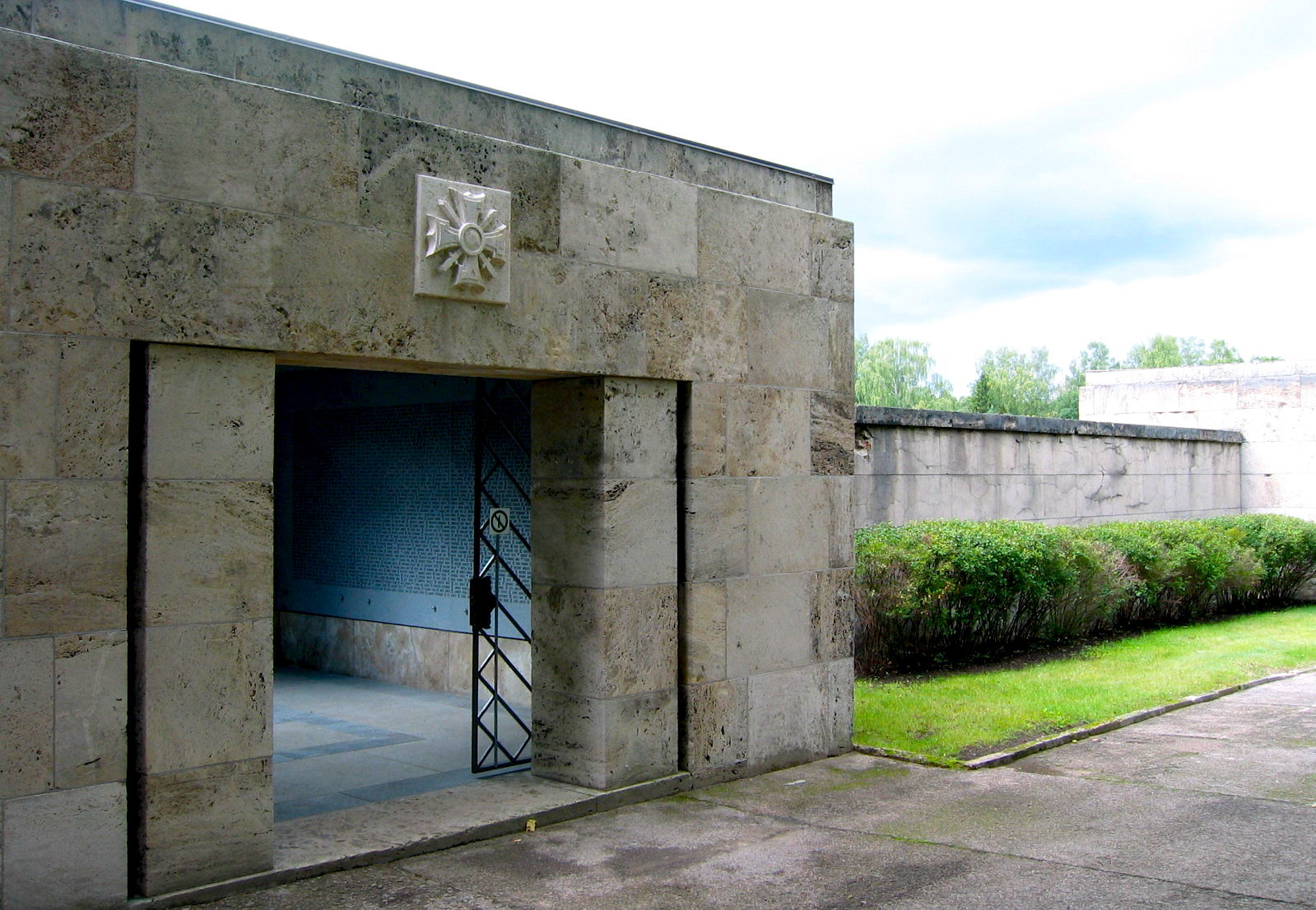
Kaplica Orderu Wojskowego Lāčplēsisa na Cmentarzu Braterskim w Rydze

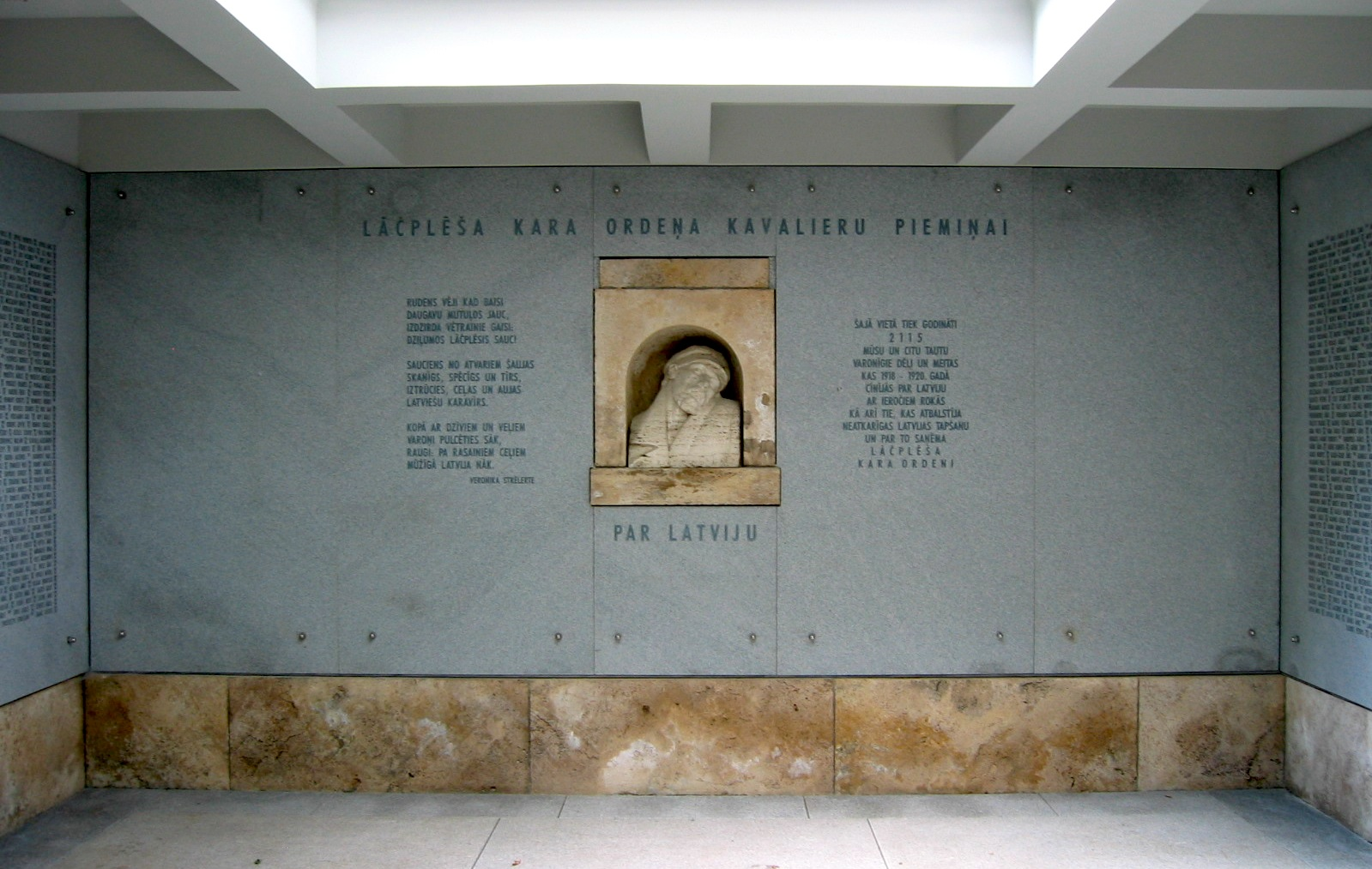
Wnętrze kaplicy kawalerów Orderu Lāčplēsisa na Cmentarzu Braterskim w Rydze z wypisaną na ścianie dewizą orderu: Par Latviju

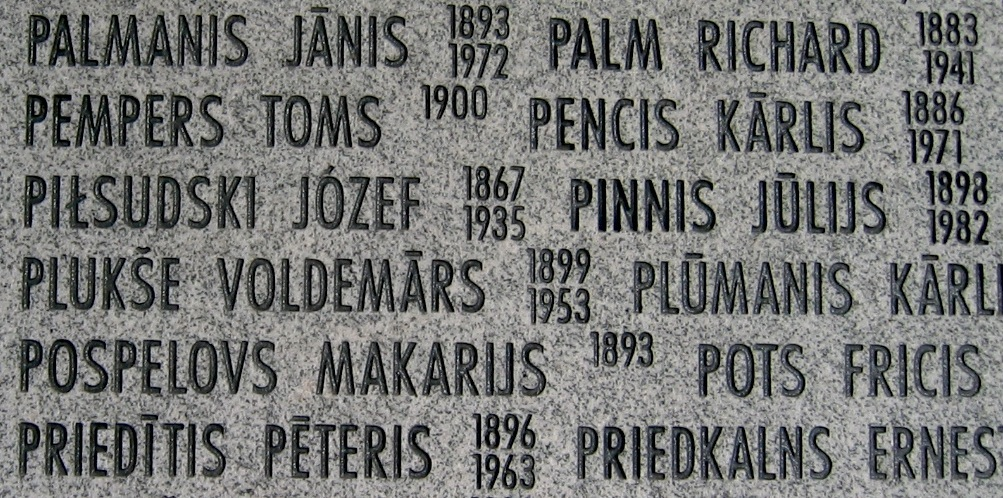
Nazwisko Józefa Piłsudskiego pośród kawalerów Orderu Lāčplēsisa we wnętrzu kaplicy na Cmentarzu Braterskim w Rydze

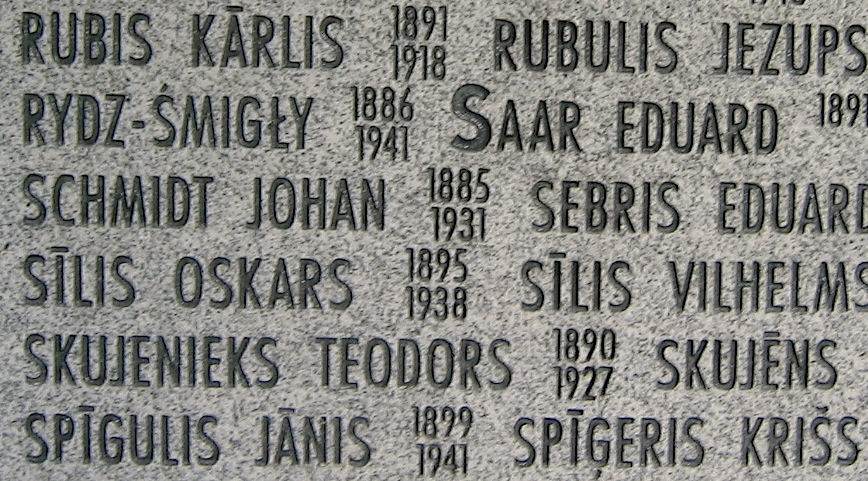
Nazwisko Edwarda Rydza-Śmigłego pośród kawalerów Orderu Lāčplēsisa we wnętrzu kaplicy na Cmentarzu Braterskim w Rydze

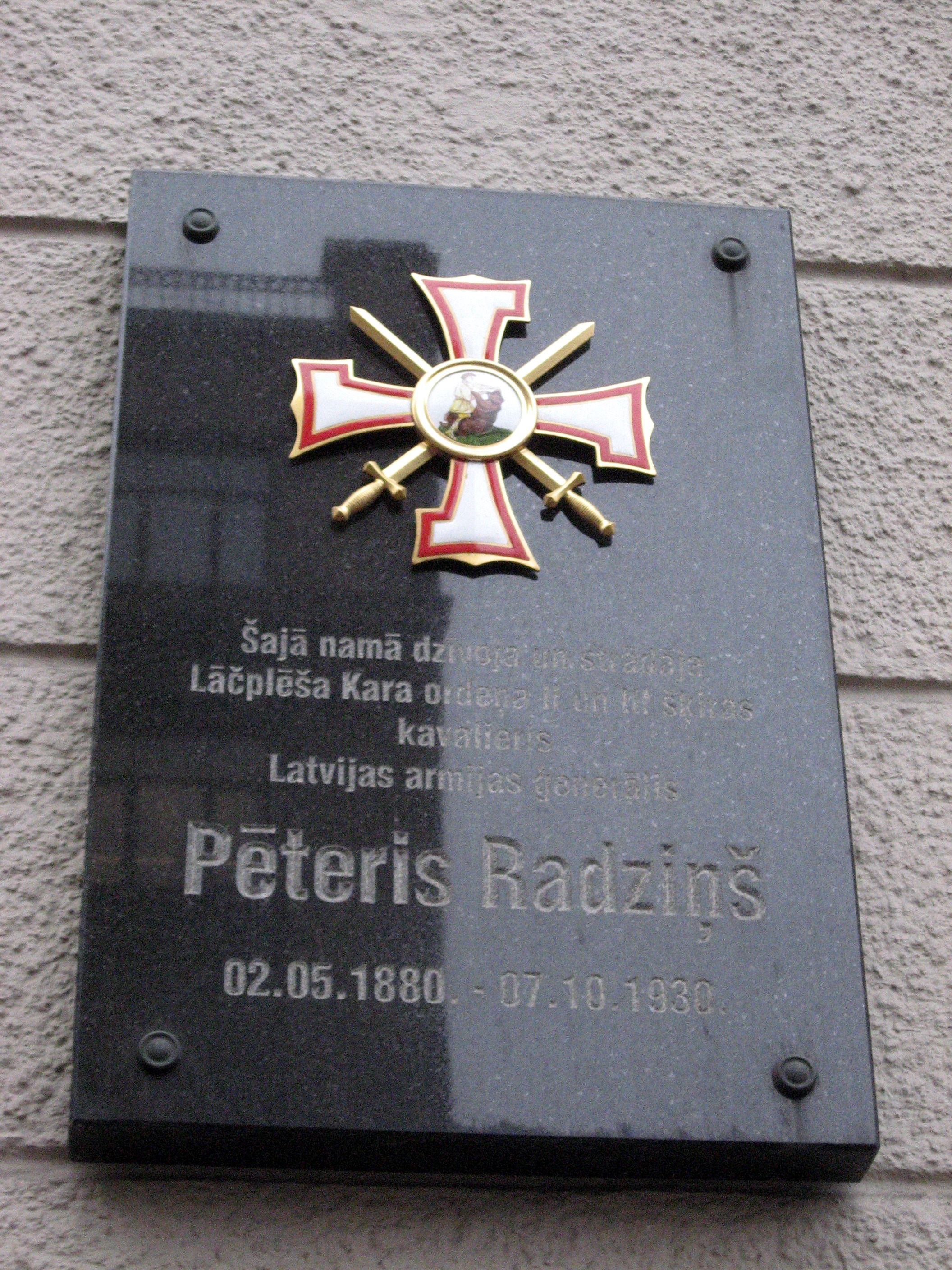
Ryga, tablica pamiątkowa z wizerunkiem Orderu Lāčplēsisa na domu, w którym mieszkał wódz naczelny armii łotewskiej gen. Pēteris Radziņš

Order Pogromcy Niedźwiedzia, Order Wojenny Pogromcy Niedźwiedzia (łot. Lāčplēša Kara ordenis) – najwyższe łotewskie odznaczenie wojskowe, ustanowione 11 listopada 1919. Dewizą orderu było: PAR LATVIJU (Za Łotwę).

## Historia orderu
Order Wojenny Pogromcy Niedźwiedzia (Lāčplēsisa) został ustanowiony z inicjatywy naczelnego wodza Armii Łotewskiej gen. Jānisa Balodisa po wyzwoleniu Rygi przez siły łotewskie od wojsk okupacyjnych rosyjskiego generała Bermondta-Awałowa, 11 listopada 1919. Jest to jednak symboliczna data, ponieważ dopiero 18 września 1920, kiedy całe terytorium Łotwy zostało wyzwolone spod obcej okupacji, Sejm Łotewski wydał dekret o nadaniu Orderu Wojennego Pogromcy Niedźwiedzia osobom, które podczas wojny o niepodległość wykazały swoją lojalność wobec Państwa Łotewskiego poprzez wyjątkowe bohaterstwo w walce i narażały się w obronie wolności, honoru i chwały Łotwy.
Pierwsze ordery zostały nadane 11 listopada 1920 w Rydze przez prezydenta kraju Jānisa Čakste. Ostatnie nadanie miało miejsce w Lipawie, 11 listopada 1928. Ordery wręczał ówczesny prezydent Gustavs Zemgals.
Order mógł być przyznawany żołnierzom Armii Łotewskiej, Brygady Strzelców Łotewskich oraz obcokrajowcom, którzy razem z Łotyszami walczyli o wyzwolenie Łotwy, lub w jakikolwiek inny sposób wnieśli znaczący wkład w powstanie Państwa Łotewskiego i obronę jego niepodległości.
Order otrzymał swój statut, który dokładnie określał, kto mógł zostać nim odznaczony. Kandydatów do orderu zatwierdzała Kapituła Orderu Wojennego Pogromcy Niedźwiedzia, na czele której stał prezydent kraju. Co 5 lat prezydent Łotwy organizował uroczysty bankiet, na który zapraszani byli kawalerowie orderu wraz z rodzinami. Po okupacji Łotwy przez ZSRR w 1940 order został zniesiony. Order dzielił się na trzy klasy. Wyższą klasę można było otrzymać dopiero po uprzednim uzyskaniu klasy niższej. Zapis ten nie dotyczył obcokrajowców. Na Cmentarzu Braterskim w Rydze znajduje się kaplica Orderu Wojskowego Lāčplēsisa, na ścianach której widnieją wyryte nazwiska wszystkich jego kawalerów.

## Opis odznaki
Odznaką orderu jest biały emaliowany krzyż z bordowym obramowaniem w kształcie swastyki. Pośrodku krzyża znajduje się biały medalion w złotej ramie wyobrażający walkę epickiego bohatera łotewskiego Lāčplēsisa z niedźwiedziem. Scena ta jest przedstawiona w naturalnych kolorach. Rewers krzyża koloru złotego zawiera dewizę orderu PAR LATVIJU i datę ustanowienia orderu 11 NOVEMBRIS 1919 (11 listopada 1919) umieszczoną w medalionie. Pomiędzy ramionami krzyża znajdują się dwa skrzyżowane miecze.
Odznaka I klasy miała wymiary 61 × 57,5 mm, II klasy – 48 × 46 mm, a III klasy – 41 × 39 mm. Wstążka orderu była biała z trzema czerwonymi pasami równej szerokości. Szerokość wstęgi I klasy wynosiła 101 mm. Wstążki II i III klasy były węższe. Order I klasy nosiło się przewieszony przez ramię z prawej na lewą stronę. Order II klasy zawieszany był na szyi, a order III klasy przypięty do lewej piersi. Do orderu I klasy była dodawana srebrna gwiazda orderowa o średnicy 68,5 mm, z wyobrażeniem orderu pośrodku w jego naturalnych barwach. Autorem projektu orderu był J.A.Liberts.

## Odznaczeni
I klasa
- marsz. Ferdinand Foch
- gen. Johan Laidoner
- król Belgów Albert I
- król Włoch Wiktor Emanuel III
- prem. Włoch Benito Mussolini
- gen. Jānis Balodis
- marsz. John French

### Odznaczeni Polacy
Wszyscy zostali odznaczeni w 1922 (lista pełna):
I klasa
1. marsz. Józef Piłsudski

II klasa
1. gen. Edward Śmigły-Rydz
2. gen. Stanisław Szeptycki
3. gen. Juliusz Rómmel

III klasa
1. gen. Leon Berbecki
2. sierż. Franciszek Betlej
3. płk Władysław Bończa-Uzdowski
4. ppłk Władysław Bortnowski
5. mjr Marian Chilewski
6. płk Stefan Dąb-Biernacki
7. sierż. Franciszek Daszkiewicz
8. st. sierż. Stefan Dębski
9. sierż. Józef Doliński
10. sierż. Michał Galiński
11. płk Janusz Głuchowski
12. st. sierż. Józef Grzywa
13. st. sierż. Jan Hankus
14. płk Ludwik Hickiewicz
15. sierż. Józef Jończyk
16. sierż. Roman Kaczmarek
17. sierż. Józef Kamiński
18. gen. Franciszek Kleeberg[7]
19. sierż. Franciszek Kłosowicz
20. ppłk Stanisław Józef Kozicki
21. ppłk Jan Kruszewski
22. kpt. Włodzimierz Krzyżanowski
23. mjr Zygmunt Kuczyński
24. sierż. Jan Kurzeja
25. gen. Tadeusz Kutrzeba
26. ppłk Władysław Langner
27. mjr Władysław Łoś
28. sierż. Andrzej Mach
29. sierż. Roman Matjaszczuk
30. st. por. Stanisław Mayer
31. płk Stanisław Miller
32. mjr Stanisław Młot-Parczyński
33. sierż. Emil Mrowiec
34. kpr. Wacław Mruk
35. sierż. Władysław Mucha
36. mjr Aleksander Myszkowski
37. mjr Tadeusz Niezabitowski
38. płk Józef Olszyna-Wilczyński
39. sierż. Roman Pawłowski
40. kpt. Franciszek Pfeiffer
41. płk Bolesław Popowicz
42. sierż. Władysław Preis
43. sierż. Stanisław Rogala
44. sierż. Benedykt Rudek
45. gen. Edward Śmigły-Rydz
46. płk Wacław Scewola-Wieczorkiewicz
47. ppłk Kazimierz Schally
48. sierż. Wacław Surdyk
49. mjr. Zygmunt Szafranowski
50. sierż. Antoni Szatrowski
51. sierż. Zygmunt Tarnowski
52. kpt. Franciszek Tomczuk
53. mjr Tadeusz Trapszo
54. sierż. Kajetan Wojtyna
55. sierż. Bronisław Wokalorczyk
56. sierż. Julian Wolewski
57. kpt. Zygmunt Zajchowski
58. sierż.  Stanisław Zieliński
59. por. Stanisław Zwojszczyk
60. por. Modest Żabski